# William Barton (Schriftsteller)
William Renald Barton III (* 28. September 1950 in Boston) ist ein US-amerikanischer Science-Fiction-Schriftsteller.

## Leben
William Barton studierte Liberal Arts am „Community College of Northern Virginia“. Seit 1973 ist er als Autor tätig, wobei sich sein Werk großteils dem Genre der Space Opera zuordnen lässt. Drei seiner Romane (The Transmigration of Souls, Acts of Conscience und When We Were Real) waren für den Philip K. Dick Award nominiert; davon erhielt Acts of Conscience 1998 eine „Besondere Erwähnung“.
Barton verfasste zudem Kurzgeschichten, die unter anderem in den Magazinen Asimov’s Science Fiction und Sci Fiction veröffentlicht und für den Hugo Award, den Theodore Sturgeon Memorial Award, den Sidewise Award und den HOMer Award nominiert wurden.

## Bibliografie
Romane
- Hunting on Kunderer (1973)
- A Plague of All Cowards (1976)
- Iris (1990; mit Michael Capobianco)
- Fellow Traveler (1991; mit Michael Capobianco)
- Dark Sky Legion (1992)
- Yellow Matter (1993, Kurzroman)
- When Heaven Fell (1995)
- The Transmigration of Souls (1996)
- Acts of Conscience (1997)
- Alpha Centauri (1997; mit Michael Capobianco)
- White Light (1998; mit Michael Capobianco)
- When We Were Real (1999)

Kurzgeschichten
1993:
- Slowly Comes a Hungry People (in: Interzone, #71 May 1993)
- Almost Forever (in: Tomorrow Speculative Fiction, October 1993)
- Forever (in: Tomorrow Speculative Fiction, December 1993)

1995:
- The Adventure of the Russian Grave (1995, in: Mike Resnick und Martin H. Greenberg (Hrsg.): Sherlock Holmes in Orbit; mit Michael Capobianco)
- In Saturn Time (1995, in: Kim Mohan (Hrsg.): Amazing Stories: The Anthology)
- When a Man’s an Empty Kettle (1995, in: Jennifer Hershey, Tom Dupree und Janna Silverstein (Hrsg.): Full Spectrum 5)

1996:
- Age of Aquarius (in: Asimov’s Science Fiction, May 1996)
  - Deutsch: Das Zeitalter des Wassermanns. In: Friedel Wahren (Hrsg.): Asimovs Science Fiction 50. Folge. Heyne Science Fiction & Fantasy #5921, 1997, ISBN 3-453-13305-6.
- Changes (in: Aboriginal Science Fiction, Summer 1996)

1998:
- Down in the Dark (in: Asimov’s Science Fiction, December 1998)
- Thematic Torus in Search of a Cusp (in: Amazing Stories, Fall 1998; mit Michael Capobianco)

1999:
- Soldiers Home (in: Asimov’s Science Fiction, May 1999)

2000:
- Heart of Glass (in: Asimov’s Science Fiction, January 2000)
- Home Is Where the Heart Is (2000, in: S. M. Stirling (Hrsg.): Drakas!)

2002:
- Right to Life (in: Talebones #24, Spring 2002)
- The Engine of Desire (in: Asimov’s Science Fiction, August 2002)

2003:
- The Man Who Counts (in: Sci Fiction, May 28, 2003)
- Off on a Starship (in: Asimov’s Science Fiction, September 2003)

2004:
- Moments of Inertia (in: Asimov’s Science Fiction, April-May 2004)
- The Gods of a Lesser Creation (in: Asimov’s Science Fiction, August 2004)
- Though I Sang in My Chains Like the Sea (in: Asimov’s Science Fiction, October-November 2004)

2005:
- Dark of the Sun (in: Asimov’s Science Fiction, April-May 2005)
- Harvest Moon (in: Asimov’s Science Fiction, September 2005)

2006:
- Down to the Earth Below (in: Asimov’s Science Fiction, October-November 2006)

2007:
- The Rocket into Planetary Space (in: Asimov’s Science Fiction, April-May 2007)

2008:
- In the Age of the Quiet Sun (in: Asimov’s Science Fiction, September 2008)

2009:
- The Sea of Dreams (in: Asimov’s Science Fiction, October-November 2009)